# Ascenseur à bateaux d'Anderton

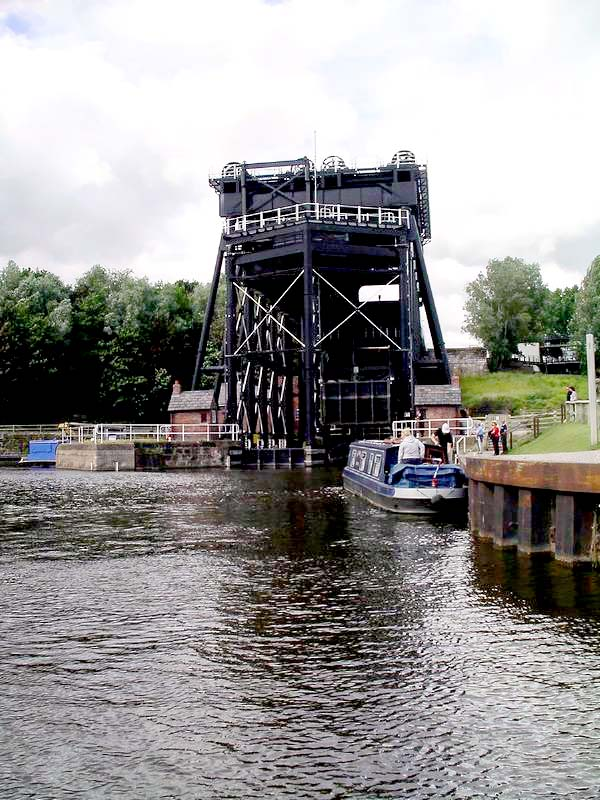
L'ascenseur d'Anderton, vu de la rivière

L'ascenseur d'Anderton est le plus ancien ascenseur à bateaux au monde, construit en 1875.
Situé en Angleterre, près du village d'Anderton dans le nord du Cheshire, il relie deux voies navigables : la rivière Weaver et le canal du Trent et de la Mersey.
La rivière se trouvant environ 16 mètres en dessous du canal, l'ascenseur était un choix permettant d'éviter de construire une longue série d'écluses. L'ascenseur comporte deux imposants réservoirs d'eau, chacun étant capable d'emporter deux narrowboats. Chaque réservoir sert de contrepoids à l'autre, ce qui permet de transporter simultanément des embarcations du haut vers le bas et vice-versa.
Le mécanisme originel était hydraulique. Il fut remplacé après 25 ans d'utilisation par des moteurs électriques, reliés à un système de poulies et de contrepoids, qui permettait de manœuvrer de façon indépendante les deux réservoirs. Néanmoins, le système hydraulique fut remis en place après la restauration de l'équipement en 2002. L'ascenseur, victime de la corrosion, ne fonctionnait plus depuis 1983.
L'ascenseur d'Anderton et la Roue de Falkirk en Écosse sont les deux seuls ascenseurs à bateaux du  Royaume-Uni.